# Литомишъл (замък)
Литомишълският замък (на чешки: Zámek Litomyšl) в едноименния чешки град е един от най-добрите образци на дворцова архитектура от епохата на Ренесанса в Централна и Източна Европа, признат през 1999 г. за паметник на Световното културно и природно наследство на ЮНЕСКО.
В съвременния си вид замъкът е построен в периода 1568—1581 г. по проект на Джовани Батиста Аостали (1510 – 1575) за канцлера на Чешкото кралство, Вратислав II от Пернщейн (1530 – 1582). В ансамбъла на замъка влиза късноготическия параклис „Св. Моника“. По местна традиция външните стени на замъка са в стил сграфито.
След Пернщейните замъкът поред владеят родовете Траутмансдорф (до 1753) и Валдщейн. Украсата на стаите от 13 до 20 век многократно е обновявана, в съответствие с вкусовете на определеното време. При Траутмансдорфите т.нар. „Зала на огледалата“ е украсена с батални картини в чест на победите на Евгений Савойски.
През 1796 г. граф Валдщейн заповядва да се построи към замъка театрална сцена, която е съхранена и в днешно време. Украсата на театъра е изработена от придворния художник Доминик Дворжак. Роли в театралните постановки изпълняват самия граф и роднините му.
През 1855 г. замъкът е придобит на аукцион от рода Турн и Таксис, чиито членове до Втората световна война рядко рядко се установяват в Литомишъл. След войната замъкът е национализиран и приспособен като Музей на чешката музика. Всяка година тук се провежда оперен фестивал. Това е свързано с факта, че в една от пристройките на замъка е роден композитора Бедржих Сметана.